# Casa Azuma
La Casa fila de Sumiyoshi (住吉の長屋, Sumiyoshi no Nagaya) (住吉の長屋), també anomenada Casa Azuma (japonès 東邸), és una residència personal situada a Sumiyoshi-ku, Osaka, al Japó. Va ser dissenyada per l'arquitecte japonès Tadao Ando a l'inici de la seua carrera. Va ser dissenyat sense finestres exteriors, fet que reflecteix el desig del propietari de sentir que no es troba 'dins del Japó', i per compensar la llum perduda, es va crear un pati interior amb passarel·la.